# Christian Friedrich (piloto de bobsleigh)
Para otras personas con este nombre, véase Christian Friedrich.
Christian Friedrich (2 de junio de 1981) es un deportista alemán que compitió en bobsleigh. Ganó una medalla de plata en el Campeonato Mundial de Bobsleigh de 2011, en la prueba cuádruple.

## Palmarés internacional
| Campeonato Mundial | Campeonato Mundial   | Campeonato Mundial | Campeonato Mundial |
| Año                | Lugar                | Medalla            | Prueba             |
| ------------------ | -------------------- | ------------------ | ------------------ |
| 2011               | Königssee (Alemania) | Medalla de plata   | Cuádruple          |